# Adina Porter
Adina Elizabeth Porter (New York, 13 marzo 1971) è un'attrice statunitense.

## Biografia
Debutta nel film di Tom Kalin Swoon; successivamente lavora prevalentemente per la televisione, partecipa ad alcuni episodi di Law & Order - I due volti della giustizia e fa brevi apparizioni in The District e Giudice Amy. Nel 1998 recita in Gia - Una donna oltre ogni limite e ottiene ruoli nei film indipendenti The Fluffer e Un sogno impossibile.
Sempre per la televisione prende parte a episodi di Squadra Med - Il coraggio delle donne, The Guardian, Crossing Jordan e American Dreams, dove per 15 episodi interpreta Gwen Walker. Nel 2005 ottiene una candidatura al Black Reel Awards per la sua interpretazione in Lackawanna Blues.
Nel 2008 acquista maggiore popolarità grazie al ruolo di Lettie Mae, madre alcolizzata e fervente religiosa di Tara Thornton, nella serie televisiva True Blood. Prima di lavorare in True Blood aveva partecipato a degli episodi di Prison Break, Senza traccia e Dr. House - Medical Division. Dal 2014 fa parte del cast di The 100 nei panni della guerriera Indra.
Dopo aver preso parte nel 2011 alla prima stagione di American Horror Story, il regista Ryan Murphy la sceglie nuovamente come attrice per la sesta, settima e ottava stagione della serie.

## Filmografia

### Attrice

#### Cinema
- Swoon, regia di Tom Kalin (1992)
- The Peacemaker, regia di Mimi Leder (1997)
- Body Shots, regia di Michael Cristofer (1999)
- Un sogno impossibile (Pipe Dream), regia di John Walsh (2000)
- The Fluffer, regia di Richard Glatzer e Wash Westmoreland (2001)
- Lackawanna Blues, regia di George C. Wolfe (2005)
- The Social Network, regia di David Fincher (2010) – non accreditata
- Adorabile nemica (The Last Word), regia di Mark Pellington (2017)
- Una torta per l'uomo giusto (Sitting in Bars with Cake), regia di Trish Sie (2023)

#### Televisione
- Law & Order - I due volti della giustizia (Law & Order) – serie TV, episodi 1x11-4x20-6x03 (1990-1995)
- New York Undercover – serie TV, episodio 1x01 (1994)
- Gia - Una donna oltre ogni limite (Gia), regia di Michael Cristofer – film TV (1998)
- Spie (Snoops) – serie TV, episodio 1x09 (1999)
- The District – serie TV, episodio 1x01 (2000)
- Giudice Amy (Judging Amy) – serie TV, episodio 2x05 (2000)
- NYPD - New York Police Department (NYPD Blue) – serie TV, episodi 8x17-10x19 (2001-2003)
- The Guardian – serie TV, episodio 2x02 (2001)
- Crossing Jordan – serie TV, episodio 2x09 (2002)
- Squadra Med - Il coraggio delle donne (Strong Medicine) – serie TV, episodio 3x05 (2002)
- American Dreams – serie TV, 15 episodi (2002-2003)
- E.R. - Medici in prima linea (ER) – serie TV, episodio 11x17 (2005)
- Jack & Bobby – serie TV, episodio 1x19 (2005)
- Prison Break – serie TV, episodi 1x02-1x03 (2005)
- Senza traccia (Without a Trace) – serie TV, episodio 5x09 (2006)
- Dr. House - Medical Division (House, M.D.) - serie TV, episodio 3x21 (2007)
- Law & Order - Unità vittime speciali (Law & Order: Special Victims Unit) – serie TV, episodio 9x08 (2007)
- Saving Grace – serie TV, episodi 1x08-3x15 (2007-2010)
- True Blood – serie TV, 32 episodi (2008-2014)
- Cold Case - Delitti irrisolti (Cold Case) – serie TV, episodio 7x03 (2009)
- CSI - Scena del crimine (CSI: Crime Scene Investigation) – serie TV, episodio 10x04 (2009)
- Hawthorne - Angeli in corsia (Hawthorne) – serie TV, episodio 2x05 (2010)
- Private Practice – serie TV, episodio 4x17 (2011)
- Ringer – serie TV, episodio 1x06 (2011)
- American Horror Story – serie TV, 37 episodi (2011-2021)
- Grey's Anatomy – serie TV, episodio 9x02 (2012)
- Glee – serie TV, episodio 4x05 (2012)
- The Vampire Diaries – serie TV, episodio 4x08 (2012)
- The Newsroom – serie TV, 23 episodi (2012-2014)
- The 100 – serie TV, 54 episodi (2014-2020)
- Code Black – serie TV, episodio 1x01 (2015)
- The Leftovers - Svaniti nel nulla (The Leftovers) – serie TV, episodio 2x09 (2015)
- Underground – serie TV, 7 episodi (2016-2017)
- The Catch – serie TV, episodio 1x10 (2016)
- Ray Donovan – serie TV, 4 episodi (2017)
- The Morning Show – serie TV, 3 episodi (2019)
- Outer Banks – serie TV, 8 episodi (2020)
- Paper Girls – serie TV, 6 episodi (2022)
- The Changeling – serie TV, 7 episodi (2023)
- The Perfect Couple, regia di Susanne Bier – miniserie TV, puntate 1-5-6 (2024)
- Smoke - Tracce di fuoco (Smoke), regia di Kari Skogland, Joe Chappelle e Jim McKay – miniserie TV, puntata 2 (2025)

### Doppiatrice
- Ragazze elettriche (The Power) – serie TV, 7 episodi (2023)

## Premi e riconoscimenti
- Saturn Awards 2017 - Nomination come miglior attrice non protagonista in una serie TV per American Horror Story: Roanoke
- Saturn Awards 2018 - Nomination come miglior attrice non protagonista in una serie TV per American Horror Story: Cult
- Premi Emmy 2018 - Nomination come miglior attrice non protagonista in una miniserie o film per la TV per American Horror Story: Cult

## Doppiatrici italiane
Nelle versioni in italiano delle opere in cui ha recitato, Adina Porter è stata doppiata da:
- Alessandra Cassioli in Dr. House - Medical Division, Cold Case - Delitti irrisolti, The Newsroom, Grey's Anatomy, Outer Banks
- Laura Romano in Criminal Minds: Suspect Behavior, The 100, American Horror Story  (st. 6-8, 10)
- Emanuela Baroni in CSI - Scena del crimine, CSI: NY
- Laura Boccanera in Prison Break, The Catch
- Irene Di Valmo in American Horror Story (st. 1), The Morning Show
- Antonella Alessandro in Private Practice
- Cristina Piras ne Il risolutore
- Paola Del Bosco in True Blood
- Rossella Izzo in The Vampire Diaries
- Marta Altinier in Law & Order: Unità vittime speciali
- Gilberta Crispino in Code Black
- Angela Brusa in Ray Donovan
- Marina Thovez in Paper Girls

Come doppiatrice è stata sostituita da:
- Emanuela Rossi in Ragazze elettriche